# Goniczki
Goniczki – wieś w Polsce położona w województwie wielkopolskim, w powiecie wrzesińskim, w gminie Września.
W latach 1975–1998 miejscowość administracyjnie należała do województwa poznańskiego.

## Urodzeni w Goniczkach
- Józafat Zielonacki –  polski prawnik, profesor Uniwersytetu Jagiellońskiego i Uniwersytetu Lwowskiego, członek Akademii Umiejętności w Krakowie[3].